# Curio (gènere)
El Curio és un gènere de plantes de la família de les Asteràcies (tribu Senecioneae). Les plantes d'aquest gènere son perennifòlies suculentes amb fulles llargues, estriades i puntes de flors discoides sense flòsculs.

## Taxonomia
El genere va ser descrit pel botànic anglès Paul V. Heath i publicat a Calyx 5(4): 136, 1997. Conté més de 20 espècies, totes elles anteriorment pertanyents al gènere Seneci.
- Curio acaulis (L.) P.V.Heath
- Curio archeri (Compton) P.V.Heath
- Curio articulatus (L.) P.V.Heath (Kleinia articulata)[3]
- Curio avasimontanus (Dinter) P.V.Heath
- Curio citriformis (L.) P.V.Heath
- Curio crassulifolius (DC.) P.V.Heath
- Curio cuneifolius (L.) P.V.Heath
- Curio ficoides (L.) P.V.Heath
- Curio hallianus (G.D.Rowley) P.V.Heath
- Curio herreanus (Dinter) P.V.Heath
- Curio humbertii (Guillaumin) P.V.Heath
- Curio muirii (L. Bolus) van Jaarsv.
- Curio ovoideus (Compton) P.V.Heath
- Curio × peregrinus (L.) P.V.Heath
- Curio pondoensis Van Jaarsv. & A.E.Van Wyk
- Curio radicans (L.) P.V.Heath
- Curio repens (L.) P.V.Heath
- Curio rowleyanus (L.) P.V.Heath
- Curio sulcicalyx (N.E.Br.) P.V.Heath
- Curio talinoides (DC.) P.V.Heath